# Tillandsia albida
Tillandsia albida Mez & Purpus, 1916 è una pianta della famiglia delle Bromeliaceae.

## Distribuzione e habitat
Questa specie è un endemismo del Messico nord-orientale.